# ليونيل كوكس
ليونيل كوكس (بالإنجليزية: Lionel Cox)‏ هو دراج أسترالي، ولد في 5 ديسمبر 1930 في بريزبان في أستراليا، وتوفي في 9 مارس 2010 في سيدني في أستراليا بسبب ذات الرئة.

## وصلات خارجية
- ليونيل كوكس على موقع أرشيف الدراجات (الإنجليزية)
- ليونيل كوكس على موقع اللجنة الأولمبية الدولية (الإنجليزية)
- ليونيل كوكس على موقع أوليمبيديا (الإنجليزية)
- ليونيل كوكس على موقع اللجنة الأولمبية الأسترالية (الإنجليزية)
- ليونيل كوكس على موقع اتحاد ألعاب الكومنولث (مؤرشف) (الإنجليزية)
- ليونيل كوكس على موقع قاعة أستراليا للمشاهير الرياضية (الإنجليزية)